# Кнопп, Эгон
Эгон Кнопп (латыш. Egons Knops; 5 октября 1876, Либава, Курляндская губерния, Российская империя — 14 апреля 1933, Рига, Латвия) — латвийский политик, общественный и государственный деятель, депутат парламента Латвии, юрист.

## Биография
Немецкого происхождения. Родился в семье железнодорожника. Окончил Николаевскую гимназия в Либаве, изучал право в Императорском Санкт-Петербургском университете.
Работал присяжным поверенным, адвокатом в Либаве и Риге. В 1919 году был избран депутатом Лиепайской городской думы. После этого несколько лет работал в Парламенте Латвийской Республики: в 1920—1922 годах — в Конституционном собрании, затем в Сейме (1922—1925), где также был членом секретариата.
С 1920 по 1925 год — председатель Лиепайской Партии германо-балтийского единства (Libauscher Einigungspartei).
Похоронен на рижском Лесном кладбище.